# یواس‌اس کنتیکت (۱۸۶۱)
یواس‌اس کنتیکت (۱۸۶۱) (به انگلیسی: USS Connecticut (1861)) یک کشتی بود که طول آن ۲۵۱ فوت ۶ اینچ (۷۶٫۶۶ متر) بود. این کشتی در سال ۱۸۶۱ ساخته شد.